# Derecho de presentación
El Derecho de presentación era una prerrogativa regia concedida por el Papa a ciertas monarquías europeas del Antiguo Régimen; siendo el más destacado el caso de los Reyes Católicos y sus herederos en la Monarquía Hispánica.
Por este derecho, aunque nominalmente siga siendo la Santa Sede la que nombra a los obispos, son los reyes los que controlan su designación, pues se les otorgaba el derecho a presentar una terna con los candidatos "idóneos" a juicio de la Corona para que el papa seleccionara de entre ellos a quien debía ocupar la sede vacante.

## Historia
De forma mucho más intensa, el Real Patronato indiano otorgaba a la Corona española el poder de controlar los nombramientos, no solo de los obispos, sino de todos los cargos o dignidades eclesiásticas (párrocos, canónigos, etc.) Se presentaban ternas elaboradas por el Real y Supremo Consejo de Indias cuando quedaba vacante un cargo en la Iglesia del Nuevo Mundo, en el caso de los obispos; o bien los representantes del rey en América (habitualmente los virreyes) presentaban los candidatos al obispo para que este procediera al nombramiento, en el caso de los párrocos o de los miembros del cabildo catedralicio de cada diócesis. De manera tal, que la carrera de todos los eclesiásticos indianos quedó, en gran medida, en manos de la Corona.
A comienzos del siglo XIX, la independencia hispanoamericana condujo a cada una de las nuevas naciones a reclamar para sí las prerrogativas del Concordato, y, con el tiempo, a distintas fórmulas de relación Iglesia-Estado.
El patronato continuó vigente en España, a pesar de la Revolución Liberal, y se garantizó por el Concordato de 1851. El papado, ante la política anticlerical de la Segunda República, lo dio por derogado; pero tras la Guerra Civil volvió a reconocer el derecho de presentación de obispos a su vencedor Francisco Franco en el Concordato español de 1953, a pesar de no ser rey, sino Jefe del Estado. Su régimen fue, en los primeros decenios (el denominado nacionalcatolicismo), fuertemente apoyado por la Iglesia católica, que lo consideraba un salvador providencial de la persecución religiosa durante la guerra civil española, y a ésta, una nueva Cruzada. A partir del Concilio Vaticano II se produjo un evidente distanciamiento entre la Iglesia y el régimen de Franco, gracias al gran valedor de las directrices emanadas del Concilio Vaticano II: el cardenal Tarancón.
Desde 1975, el titular del derecho de presentación pasó a ser, ya como rey, Juan Carlos I; pero no llegó a utilizarlo. La Constitución de 1978 considera a España un estado aconfesional y el nuevo concordato, o Pactos de 1979, ya no recoge tal prerrogativa, que quedó eliminada a través del Acuerdo de 1976, salvo en el caso del entonces vicariato castrense (convertido por Juan Pablo II en arzobispado castrense) que se mantiene en el Acuerdo de cooperación de 1979.